# Aloe cameronii
Aloe cameronii es una especie del género Aloe perteneciente a la familia Xanthorrhoeaceae. Es originaria de África.

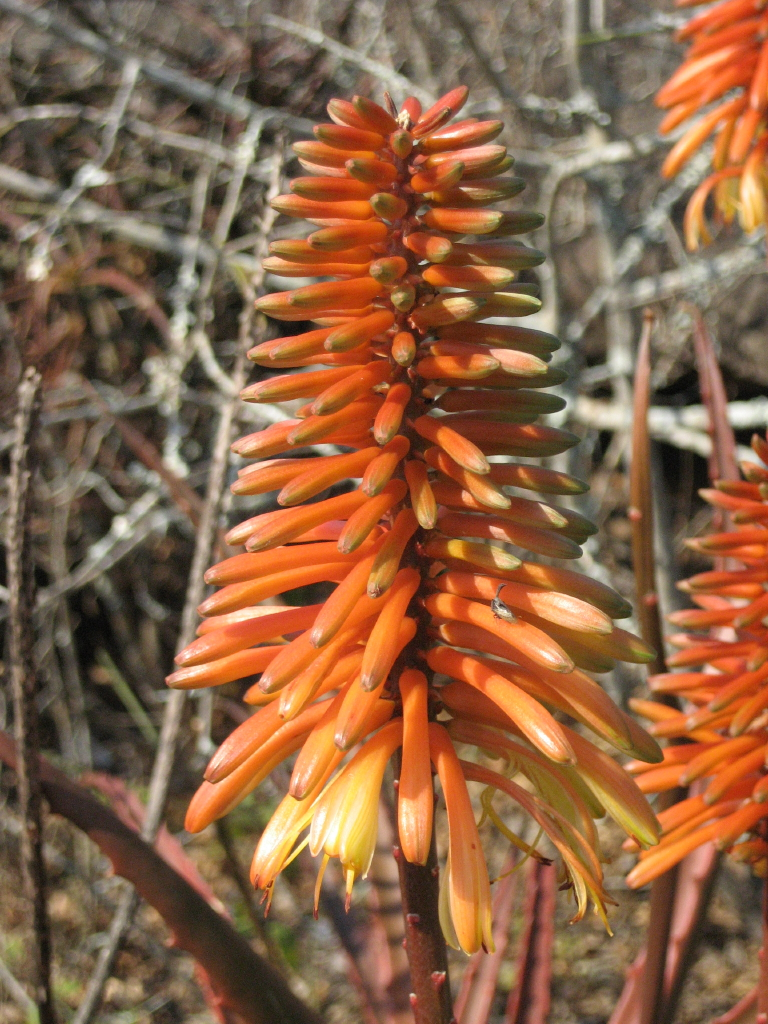
Inflorescencia

## Características
Es una planta con hojas suculentas que forma un arbusto robusto. Con el tallo y ramas erguidas, alcanzando  1 m de altura. Las inflorescencias en forma de racimos con flores cuyo color varía de rojo a naranja, y con frecuencia de color amarillo crema o bicolor.

## Distribución y hábitat
Se encuentra solo en  Zimbabue a una altitud de 1700-2200 metros, en afloramientos de granito desnudo en las grietas y huecos, y entre rocas.

## Taxonomía
Aloe cameronii fue descrita por William Botting Hemsley y publicado en Bot. Mag. 129: t. 7915, en el año (1903).
Etimología
Ver: Aloe
cameronii: epíteto otorgado en honor del escocés Kenneth J. Cameron que estaba en Malaui trabajando para la Corporación de Lagos de África.
Sinonimia
- Aloe cameronii var. bondana Reynolds
- Aloe cameronii Hemsl. var. cameronii
- Aloe cameronii var. dedzana Reynolds (1965)[6][2]